# Адамові яблука
«Адамові яблука» ( дан. Adams Æbler ) - німецько - данський фільм, що вийшов на екрани в 2005 році . 

## Сюжет
Адам, колишній лідер неонацистського угрупування, достроково звільнений з в'язниці. Йому доводиться пройти випробувальний термін в сільській церкві, настоятелем якої є Івен, котрий твердо і сліпо вірить у доброту людини і, здається, не помічає постійних проступків та агресії своїх підопічних. Для Адама ж, цей випробувальний термін потрібен тільки для того, щоб перечекати деякий час і повернутися до своїх старих справ. 
Настоятель церкви просить Адама, щоб той обрав для себе мету, яка допоможе йому пройти реабілітацію. Намагаючись познущатися зі священика, головний герой стрічки обирає за мету - спекти яблучний пиріг. Івен погоджується, але обумовлює, що приготування пирога включає в себе догляд та збір врожаю з яблуні на церковному подвір'ї. Адам не хоче виконувати завдання, тим більше, що спочатку на яблука нападають ворони, а згодом більшість з тих, що залишилися, з'їдають черв'яки. Мізантропа-нациста особливо дратує життєрадісна манера Івена, його надмірний оптимізм і всепрощення, і він ставить собі за мету зламати дух священика і розчавити його віру. 
Згодом Адам дізнається, що життя Івена було дуже тяжким. Він виріс жертвою жорстокого поводження в дитинстві, хворий на рак мозку в термінальній стадії, а також є вдівцем і батьком дитини з важкою формою інвалідності. Цинічний сільський лікар вважає, що Івен відкидає реальність і сприймає всі проблеми як випробування від диявола, бо інакше його справжнє життя було б майже нестерпним. Адам починає психологічно тиснути на священика, цитуючи Книгу Йова, доводячи, що це Бог ненавидить Івена, а не диявол. Священик же врешті-решт не витримує і зрікається своєї віри. 
Адам спочатку радіє, але незабаром розуміє, що без впливу настоятеля церкви Халід і Гуннар швидко повернуться до своїх злочинних звичок, і починає усвідомлювати позитивний вплив священика. Коли кілька членів неонацистської банди Адама приходять до церкви і звинувачують Халіда в тому, що він раніше застрелив двох їхніх членів, Івен виходить з церкви і вимагає, щоб йому дали спокійно померти. Починається сутичка, і ватажок неонацистів випадково стріляє священику в око. 
У лікарні лікар прогнозує Івену смерть до ранку. Раптово відчувши провину, Адам не спить цілу ніч і пече крихітний пиріг для Івена, використовуючи єдине яблуко, що вціліло після низки нещасть, які траплялися з яблунею протягом усього фільму. Коли він приїжджає до лікарні, то бачить, що ліжко Івена порожнє. Він йде шукати лікаря і той розповідає, що священик у саду - куля, яка влучила в нього, акуратно видалила пухлину, що його мучила.
В епілозі Адам залишається в церкві як помічник в церкві. І от вже Івен разом з Адамом вітають двох таких чоловіків, котрі нещодавно вийшли достроково з в'язниці за участь у реабілітаційній програмі.

## Нагороди та номінації
У 2006 році фільм був номінований на кінопремію «Боділ» (одна з найпрестижніших кінопремій Данії) в категорії найкращий данський фільм і найкраща чоловіча роль другого плану. В цьому ж році, фільм став лауреатом премії «Золотий ворон» на Брюссельському кінофестивалі . Крім цього, фільм був висунутий від Данії на премію «Оскар» за кращий фільм іноземною мовою, проте не потрапив до шорт-листа номінації.

## В ролях
| Актор               | Роль          |
| ------------------- | ------------- |
| Ульріх Томсен       | Адам          |
| Мадс Міккельсен     | Івен          |
| Ніколас Бро         | Гуннар        |
| Паприка Стеєн       | Сара          |
| Алі Казім           | Халід         |
| Оле Теструп         | Лікар Колберг |
| Ніколай Ліє Каас    | Холгер        |
| Гірд Лофквіст       | Пол           |
| Пітер Рейчхардт     | Налле         |
| Томас Віллум Йенсен | Арне          |
| Пітер Ламберт       | Йорген        |
| Еміль Кевін Олсен   | Крістоффер    |